# Mount
In informatica, mount è un comando dei sistemi operativi Unix e Unix-like che permette il montaggio di un file system (di un dispositivo esterno o di un'altra partizione del disco rigido) agganciandolo a una  directory del file system in uso, in modo da rendere accessibili ai programmi e agli utenti del sistema  file e directory in esso contenuti.

## Descrizione
Comunemente ci si riferisce all'operazione di aggancio con l'espressione "montare un file system", e la directory indicata, che deve essere preesistente, prende il nome di mountpoint; il precedente contenuto della directory viene mascherato dal contenuto del file system per tutto il periodo in cui esso rimane montato, e ritorna a essere normalmente accessibile quando il  file system viene smontato.
L'operazione di aggancio di un file system (e conseguente mascheramento del mountpoint) è tipicamente eseguibile solo dall'amministratore (root), in quanto ciò ha serie implicazioni dal punto di vista della sicurezza generale del sistema: ad esempio un file system potrebbe contenere programmi con il permesso setuid che consentirebbero di acquisire localmente i privilegi di root, oppure sarebbe possibile fare in modo che dati riservati siano scritti su un dispositivo fisico diverso da quello a cui erano originariamente destinati.
Il dispositivo fisico su cui risiede il file system deve tipicamente rimanere collegato per tutto il tempo in cui il file system è montato, pena la perdita di dati, la corruzione del file system o comunque malfunzionamenti del sistema: ad esempio è necessario smontare una chiave USB prima di poterla fisicamente scollegare, in modo da assicurarsi il completamento di tutte le operazioni di scrittura su di essa effettuate.
Il comando che esegue l'operazione inversa, ovvero che smonta un file system è umount.

## Sintassi
La sintassi del comando mount è specifica del particolare sistema operativo, tuttavia è possibile ricondurla alla seguente forma generale:
```
mount [
opzioni
] 
filesystem
 
directory
```

Il parametro filesystem è una stringa che identifica il dispositivo su cui risiede il file system da montare: generalmente è il nome del dispositivo a blocchi che lo contiene (ad es. /dev/lv01 o /dev/sda3), ma può anche essere il nome di un computer remoto seguito da una directory nel caso di file system di tipo Network File System (ad es. fileserver.localdomain:/exports/data).
Il parametro directory indica la directory preesistente su cui montare il file system (ad es. /mnt/disco_esterno o /media/cdrom).
Le opzioni sono altamente specifiche del sistema operativo in uso, tuttavia includono spesso la possibilità di specificare il tipo di file system e se esso va montato in sola lettura oppure in lettura e scrittura.
Se eseguito senza parametri, mount generalmente elenca i file system che al momento sono montati.

## Esempi
La seconda partizione di un hard disk è montata con il comando:
```
$ mount /dev/hda2 /new/subdir
```

e smontata con il comando:
```
$ umount /dev/hda2
```

oppure
```
$ umount /new/subdir
```

per elencare tutti i file systems montati:
```
$ mount
```

per rimontare una partizione con opzioni specifiche:
```
$ mount -o remount,rw /dev/hda2
```

per montare un file ISO in Linux:
```
$ mount -o loop ~/disks/dvd-image.iso /media/dvd
```

per montare tutti i filesystem elencati in fstab:
```
$ mount -a
```

## Interfacce Grafiche
Esistono interfacce grafiche per questo comando:
PySDM permette di modificare completamente i punti di mount degli hard disk senza modificare manualmente il file /etc/fstab. Si installa su sistemi debian con:
```
   apt-get install pysdm
```